# 二苯甲烷
二苯甲烷是一种芳香烃，化学式为(C6H5)2CH2。这种化合物可以看做甲烷中两个氢原子被苯基取代的产物。二苯甲烷是有机化学中多种化合物的基本骨架。
它可以通过氯化苄与苯在路易斯酸如三氯化铝催化下发生傅－克反应来制备：
C6H5CH2Cl  +  C6H6  →  (C6H5)2CH2  +  HCl